# Pemagatshel

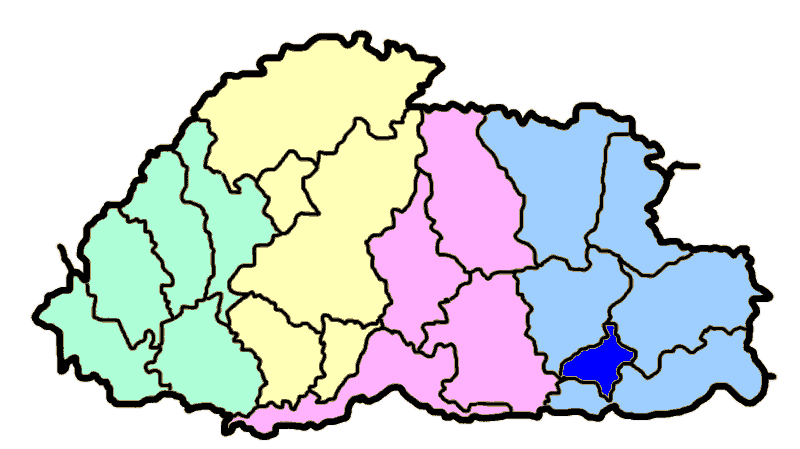
Districtul Pemagatshel

Pemagatshel este un district din Bhutan. Are o suprfață de 380 km² și o populație de 37.141 locuitori. Districtul Pemagatshel este divizat în 16 municipii. Pemadatshel este cel mai mic district din Bhutan.